# Rio Joana

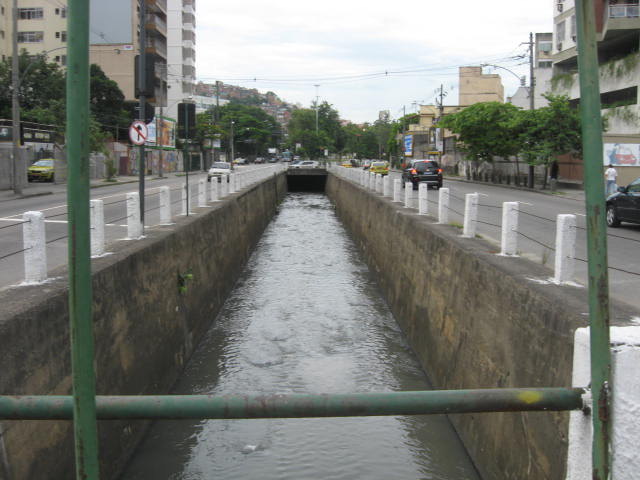
O Rio Joana em trecho a céu aberto na altura do Estádio do Maracanã em 2009.

O Rio Joana é um rio que corta a Grande Tijuca na Zona Norte da cidade do Rio de Janeiro. Com 5,5 km de extensão, o rio nasce no Alto da Boa Vista e deságua naturalmente no Rio Maracanã. Quando a vazão do rio é superior a 7 m³/s, o excedente segue um desvio de 3,4 km de modo a desaguar diretamente na Baía de Guanabara.

## Desvio de parte do curso do Rio Joana

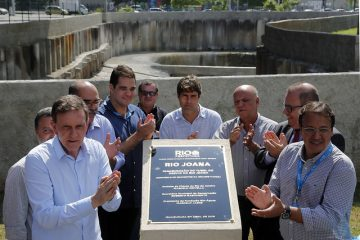
Inauguração do desvio de parte do curso do Rio Joana, em 2019.

No ano de 2012, foi iniciada a construção de um desvio parcial do curso do Rio Joana, obra orçada inicialmente em R$ 193,2 milhões e que foi feita no âmbito do Programa de Controle de Enchentes da Grande Tijuca, elaborado com a finalidade de evitar enchentes nos bairros da Grande Tijuca. O referido programa contemplou também a construção de cinco reservatórios de águas pluviais, sendo três localizados sob a Praça Niterói e os demais situados sob a Praça Varnhagen e a Praça da Bandeira.
O desvio permite que parte das águas do Rio Joana deságue diretamente na Baía de Guanabara, evitando tanto a sobrecarga da bacia do Canal do Mangue quanto enchentes na região da Praça da Bandeira. Possui uma extensão total de 3.412 metros, sendo 2.400 metros de túnel (que é considerado o maior túnel de drenagem urbana do Brasil) e os outros 1.012 metros de galeria. Na altura do Estádio do Maracanã, foi feito um limitador de vazão que permite a passagem de até 7 m³/s de água do Rio Joana para o Rio Maracanã. O volume de água que exceder ao limite do limitador de vazão segue pelo desvio, que possui capacidade de escoar até 100 m³/s de água, até desembocar diretamente na Baía de Guanabara. As obras do desvio foram paralisadas em setembro de 2016, quando estavam 80% concluídas, devido à suspensão do contrato com a empresa responsável pelo projeto, sendo retomadas somente em março de 2018. A inauguração do desvio ocorreu no dia 25 de abril de 2019 em cerimônia conduzida pelo prefeito Marcelo Crivella.